# Bénévent-et-Charbillac
Bénévent-et-Charbillac era una comuna francesa situada en el departamento de Altos Alpes, de la región de Provenza-Alpes-Costa Azul, que el 1 de enero de 2013 pasó a ser una comuna delegada de la comuna nueva de Saint-Bonnet-en-Champsaur al fusionarse con las comunas de Les Infournas y Saint-Bonnet-en-Champsaur.

## Historia
El 28 de agosto de 2014, la comuna delegada de Bénévent-et-Charbillac fue suprimida por decisión de la junta de gobierno del ayuntamiento de la comuna nueva de Saint-Bonnet-en-Champsaur.

## Demografía
| Gráfica de evolución demográfica de Bénévent-et-Charbillac entre 1800 y 2013 |
|                                                                              |

Los datos demográficos contemplados en este gráfico de la comuna de Bénévent-et-Charbillac se han cogido de 1800 a 1999 de la página francesa EHESS/Cassini, y los demás datos de la página del INSEE.